# Alex Moraes
Pour les articles homonymes, voir Alex et Moraes.
Alexandre de Moraes Gomes, dit Alex Moraes (né le 25 mars 1988), est un footballeur brésilien occupant le poste de défenseur central, gaucher, mesurant 1,95 m.

## Biographie
Il commence sa carrière professionnelle au Roma Esporte Apucarana, en Série C Brasileirão lors de la saison 2006. Il est remarqué et est prêté en janvier 2007 au Esporte Clube Juventude, en Série A Brasileirão.
Alex Moraes évolue deux saisons dans ce club de Juventude, en Série A Brasileirão 2007 puis en Série B Brasileirao 2008. Il est prêté le 10 juillet 2009 par le club brésilien de la RE Apucarana au Standard Liège pour la saison 2009-2010 (avec une saison supplémentaire en option). Ne jouant pas un seul match, il résilie son contrat avec le club belge 6 mois plus tard.
En janvier 2010, il rejoint le club présidé par Roberto de Assis (frère de Ronaldinho) de Porto Alegre FC (en), club qui joue dans le Championnat du Rio Grande do Sul. Il y rejoint des joueurs comme Leandrão ou Mineiro.